# Глобулины
Глобулины (от лат. globulus — шарик) — семейство глобулярных белков крови, имеющих более высокую молекулярную массу и меньшую растворимость в воде, чем альбумины. К этой категории относятся все белки со специфическими физиологическими свойствами: белки кровяной сыворотки, ферменты, многие белковые гормоны, антитела и токсины[1]. Глобулины вырабатываются печенью и иммунной системой. Глобулины, альбумины и фибриноген называют основными белками плазмы крови. Нормальная концентрация глобулинов в крови — 2,6—4,6 г/дл [2].
Глобулины составляют почти половину белков крови; определяют иммунные свойства организма; определяют свертываемость крови; участвуют в переносе железа и в других процессах.